# إنفيديا تسلا

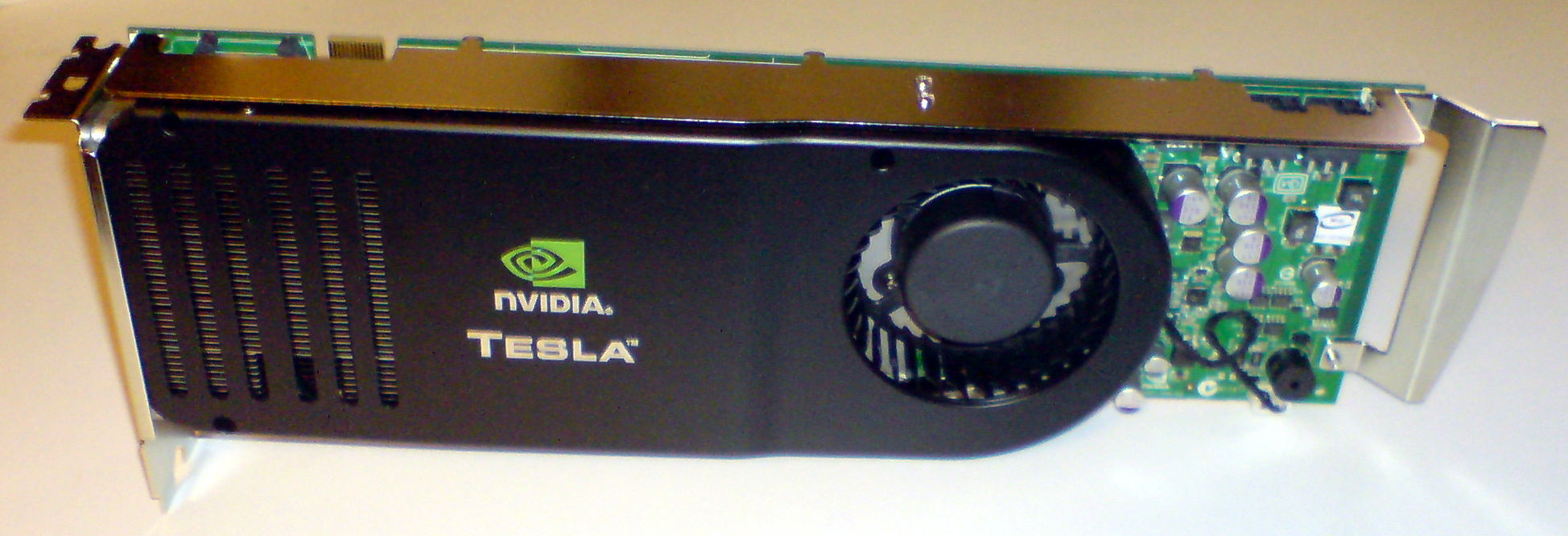
إنفيديا تسلا

إنفيديا تسلا (بالإنجليزية: Nvidia Tesla) وحدة معالجة الرسوميات تسلا هي علامة تجارية لشركة إنفيديا الثالثة من وحدات معالجة الرسومات. وهو يقوم على وحدات معالجة الرسومات الراقية. سلسلة تسلا تأخذ اسمها من الرائد المهندس الكهربائي نيكولا تيسلا.